# Európai országok légierői
Ez a szócikk az európai országok légierőit sorolja fel.
| Lajstromjel és név                 | Eredeti név | Rövidítés                        | Megjegyzés |
| ---------------------------------- | --- | -------------------------------- | --- |
| Abház Légierő                      | abház nyelven: oroszul: Военно-воздушные силы Абхазии                                                                                       |                                  | |
| Albán Légierő                      | albánul: Forcat Ajrore Shqiptare | FASH                             | |
| Azerbajdzsáni Légierő              | azeriül: Azərbaycan hərbi hava qüvvələri |                                  | |
| Belga Légierő                      | franciául: Composante air hollandul: Luchtcomponent                                                                                         | BEAF                             | |
| Bolgár Légierő                     | bolgárul: Български Военновъздушни Сили [Balgarszki Voennovazdusni Szili]                                                                   | ВВС                              | |
| Bosnyák Légierő                    | bosnyákul: Ваздухопловство и ПВО [Zrakoplovstvo i PZO]                                                                                      |                                  | |
| Brit Királyi Légierő               | angolul: Royal Air Force | RAF                              | |
| Ciprusi Légierő                    | görögül: Διοίκησης Αεροπορίας Κύπρου törökül: Kıbrıs Hava Kuvvetleri                                                                        |                                  | |
| Cseh Légierő                       | csehül: Vzdušné síly armády České republiky                                                                                                 | CzAF                             | |
| Dán Királyi Légierő                | dánul: Flyvevåbnet | RDAF                             | |
| Észak-Macedón Légierő              | macedónul: Воздухопловна Бригада на Република Северна Македонија [Vozduhoplovna Brigada na Republika Szeverna Makedonija]                   |                                  | |
| Észt Légierő                       | észtül: Õhuvägi | EAF                              | |
| Fehérorosz Légi- és Légvédelmi Erő | belarusz nyelven: Ваенна-паветраныя сілы i войски супрацьпаветранай абароны [Vajenna-pavetranija szili i vojszki szupracpavetranaj abaroni] |                                  | 1991–1995 között: |
| Finn Légierő                       | finnül: Suomen Ilmavoimat | FAF vagy FiAF                    | |
| Francia Légierő                    | franciául: Armée de l'Air |                                  | |
| Francia Haditengerészeti Légierő   | franciául: Aéronavale |                                  | |
| Görög Légierő                      | görögül: Πολεμική Αεροπορία | HAF                              | |
| Grúz Légierő                       | grúzul: საქართველოს სამხედრო-საჰაერო ძალები [szakartvelosz szamxedro-szahaero dzalebi]                                                      |                                  | |
| Holland Királyi Légierő            | hollandul: Koninklijke Luchtmacht | KLu vagy RNLAF                   | |
| Horvát Légierő                     | horvátul: Hrvatsko ratno zrakoplovstvo i protuzračna obrana                                                                                 |                                  | |
| Ír Légihadtest                     | angolul: Airish Air Corps írül: Aer-Chór na h-Éireann                                                                                       |                                  | |
| Kazah Légierő                      | |                                  | |
| Lengyel Légierő                    | lengyelül: Siły Powietrzne | PAF                              | |
| Lett Légierő                       | lettül: Gaisa spēki |                                  | |
| Litván Légierő                     | litvánul: Karinės Oro Pajėgos | LAF                              | |
| Luxemburgi Légierő                 | luxemburgi nyelven: Composante Aérienne |                                  | Az ország valójában nem rendelkezik légierővel, de a 17 db NATO E–3 Sentry-n és 3 módosított Boeing 707-320C NATO TCA-n (Trainer Cargo Aircraft) luxemburgi felségjel van, melyek formálisan a luxemburgi haderő tagjai. A gépek a németországi Geilenkirchenben állomásoznak. |
| Magyar Légierő                     | | HuAF                             | |
| Moldáv Légierő                     | románul: Forțele Aeriene ale Republicii Moldova                                                                                             |                                  | |
| Montenegrói Légierő                | montenegróiul: Vazduhoplovstvo i protivvazdušna odbrana – V i PVO                                                                           |                                  | |
| Német Légierő                      | németül: Luftwaffe | GAF                              | |
| Máltai Hadsereg Légiezrede         | máltai nyelven: Skwadra tal-Ajru tal-Forzi Armati ta' Malta                                                                                 |                                  | |
| Norvég Királyi Légierő             | norvégul: Luftforsvaret | RNAF (Royal Norwegian Air Force) | |
| Olasz Légierő                      | olaszul: Aeronautica Militare Italiana | AMI                              | |
| Orosz Légierő                      | oroszul: Военно-воздушные cилы России [Vojenno-vozdusnije szili Rosszii]                                                                    |                                  | |
| Osztrák Légierő                    | németül: Österreichische Luftstreitkräfte                                                                                                   | AAF                              | |
| Örmény Légierő                     | örményül: Հայաստանի Ռազմաօդային Ուժեր |                                  | |
| Portugál Légierő                   | portugálul: Força Aérea Portuguesa | FAP vagy PoAF                    | |
| Román Légierő                      | románul: Forţele Aeriene Române |                                  | |
| Spanyol Légierő                    | spanyolul: Ejército del Aire | SAF                              | |
| Svájci Légierő                     | németül: Schweizer Luftwaffe franciául: Forces aériennes suisses olaszul: Forze Aeree Svizzere                                              |                                  | |
| Svéd Királyi Légierő               | svédül: Flygvapnet |                                  | |
| Szerb Légierő                      | szerbül: Ратно ваздухопловство и противваздухопловна одбрана                                                                                |                                  | |
| Szlovák Légierő                    | szlovákul: Vzdušné sily Slovenskej republiky                                                                                                |                                  | |
| Szlovén Légierő                    | szlovénül: Brigada zračne obrambe in letalstva Slovenske vojske                                                                             |                                  | |
| Török Légierő                      | törökül: Türk Hava Kuvvetleri |                                  | |
| Ukrán Légierő                      | ukránul: Повітряні Сили України [Povitrjanyi Szili Ukrajini]                                                                                |                                  | |
| Ukrán Haditengerészeti Légierő     | ukránul: Морська авіація України [Morszka aviacija Ukrajini]                                                                                |                                  | |

## Megszűnt légierők
| Lajstromjel és név                 | Eredeti név | Rövidítés | Megjegyzés                                                                                              |
| ---------------------------------- | --- | --------- | --- |
| Császári és Királyi Légierő        | németül: Kaiserliche und Königliche Luftfahrtruppen |           | 1893–1918-ig                                                                                            |
| Csehszlovák Légierő                | csehszlovákul: Československé vojenské letectvo |           | Megszűnt 1993-ban, 2:1 arányban kettéosztották Cseh Légierővé és Szlovák Légierővé                      |
| A Független Horvát Állam légiereje | horvátul: Zrakoplovstov Nezavisne Države Hrvatske | ZNDH      | 1941–1945                                                                                               |
| Jugoszláv Légierő                  | szerbül: Југословенско Ратно ваздухопловство и противваздушна одбрана szlovénül: Jugoslovansko vojno letalstvo horvátul: Jugoslavensko ratno zrakoplovstvo i protuzračna obrana |           | Megszűnt 1991-ben, többször átalakult, végül Montenegro kiválásakor 2006-ban átalakult Szerb Légierővé. |
| Jugoszláv Királyi Légierő          | szerbhorvátul: Ваздухопловство војске Краљевине Југославије | ВВКЈ      | 1918–1941                                                                                               |
| Magyar Királyi Honvéd Légierő      | | MKHL      | 1938–1945-ig                                                                                            |
| Keletnémet Légierő                 | németül: Luftstreitkräfte / Luftverteidigung | LSK/LV    | Megszűnt 1990-ben                                                                                       |
| Luftwaffe (Wehrmacht)              | németül: Luftwaffe |           | 1933–1945-ig                                                                                            |
| Spanyol Köztársasági Légierő       | spanyolul: Fuerzas Aéreas de la República Española | FARE      | 1936–1939-ig                                                                                            |
| Szovjet Légierő                    | oroszul: Военно-воздушные силы [Voyenno-Vozdushnye Sily] | VVS       | Megszűnt 1991-ben                                                                                       |
| Szovjet haditengerészeti légierő   | oroszul: Авиация военно-морского флота in Russian [Aviatsiya voyenno-morskogo flota]                                                                                            | VVS       | Megszűnt 1991-ben                                                                                       |
| Szovjet Légvédelmi Erő             | oroszul: войска ПВО, истребительная авиацияvoyska [protivovozdushnoy oborony, istrebitel'naya aviatsiya]                                                                        | IA-PVO    | 1991-től mint különálló ága, majd 1998-tól teljesen összevonták az Orosz Légierővel                     |
| A Vichy-kormány Légiereje          | franciául: Armée de l'air de Vichy |           | 1940 decemberétől – 1942 decemberéig                                                                    |

## Lásd még
- Afrikai országok légierői
- Amerikai országok légierői
- Ausztrália és Óceánia légierői
- Ázsiai országok légierői
- A Föld országainak légierői